# Цукер, Анатолий Моисеевич
Анатолий Моисеевич Цукер (род. 12 июля 1944) — советский и российский музыковед и педагог. Доктор искусствоведения, профессор. Заслуженный деятель искусств Российской Федерации.

## Биография
Родился в 1944 году. Учился в Свердловском музыкальном училище им. П. И. Чайковского, затем — в Новосибирской консерватории им. М. И. Глинки, позднее — в Ростовском музыкально-педагогическом институте (ныне — Ростовская государственная консерватория им. С. В. Рахманинова). Окончил его в 1968 году по классу Л. Я. Хинчин (и также был первым выпускником института: получил диплом №1), после чего остался там же преподавать.
Обучался в аспирантуре Ленинградского государственного института театра, музыки и кинематографии (кандидатская диссертация — «Традиции Мусоргского в творчестве Шостаковича, научный руководитель — А. Н. Сохор; 1973, был одним из самых молодых кандидатов искусствоведения в СССР) и в докторантуре Московской государственной консерватории им. П. И. Чайковского (научный консультант  — М. Е. Тараканов), где защитил докторскую диссертацию «Проблемы взаимодействия академических и массовых жанров в современной советской музыке» (1991).
С 1986 по 2016 годы заведовал кафедрой истории музыки в Ростовской консерватории, с 2016 года — научный и творческий руководитель кафедры. С 1991 по 1999 и с 2002 по 2010 гг. — проректор по научной и концертной работе Ростовской консерватории. В качестве научного руководителя подготовил 12 кандидатов наук.
С 2010 года — председатель Ростовской организации Союза композиторов России. Организатор многих музыкальных фестивалей и конференций, в том числе международных.
Автор более 200 научных работ, опубликованных в России и за рубежом. Область научных интересов – история отечественной музыки XIX—XX веков (творчество Даргомыжского, Мусоргского, Рахманинова, Шостаковича, Прокофьева и др.), проблемы массовых музыкальных жанров, вопросы музыкальной эстетики.
Профессор (1992), Заслуженный деятель искусств (1993), действительный член (академик) Российской Академии Естествознания (2004). Кавалер ордена Дружбы.